# Kristoffer Askildsen
Kristoffer Askildsen (født 9. januar 2001) er en norsk fodboldspiller der spiller som midtbanespiller for Superliga-klubben FC Midtjylland. Han spiller også for Norges fodboldlandshold.

## Karriere

### Tidlige karriere
Askildsen startede sin karriere i IL Heming, og tog til Stabæk's akademi i sin sene barndom. Han startede faktisk med at være målmand for klubben, men blev til en midtbanespiller under ungdomstræner Øyvind Leonhardsen.

### Stabæk
Askildsen fik sin debut på seniorholdet imod Ranheim i september 2018, og blev en etableret starter i april 2019.

### Sampdoria
Askildsen skiftede til italienske Sampdoria den 28. januar 2020 på en 4 og en halv-årig kontrakt. Den 21. juni 2020, fik han debut for klubben i et 2–1 nederlag imod Inter Milan. Han scorede sit første mål imod AC Milan i et 4–1 nederlag, som også er hans seneste mål scoret i karrieren.

#### Lejeophold i Lecce
Den 17. juli 2022, Askildsen tilsluttede sig Serie A klubben Lecce på et sæson-langt lån.

### FC Midtjylland
Den 21. juni 2024 blev Askildsen set til prøvetræning i den danske klub FC Midtjylland. Den 7. juli blev den danske klubs trup til en træningslejr i Østrig udtaget, hvor Askildsen var iblandt, markeret som prøvespiller. Kort tid efter, den 11. juli, offentliggjorde klubben at de havde hentet Askildsen fra Sampdoria på en fri transfer.